# Composition pénale
La composition pénale est, en France, une mesure que peut prendre le procureur de la République dans le cadre d'une procédure alternative aux poursuites. Prévue à l'art. 41-2 du code de procédure pénale, la composition pénale est introduite en droit français par la loi n° 99-515 du 23 juin 1999 renforçant l'efficacité de la procédure pénale. Elle fait suite à la procédure d'injonction pénale qui avait été déclarée inconstitutionnelle en 1995 pour défaut de saisine d'un magistrat du siège. L'idée est que l'on reconnaît ses fautes pour mettre fin au contentieux.
Cette procédure permet au procureur de la République de proposer, dans les cas définis par la loi, une ou plusieurs sanctions pénales (éventuellement assortie d'une ou plusieurs contraventions) à une personne physique qui reconnaît avoir commis un ou plusieurs délits. La proposition du procureur peut être acceptée ou refusée par la personne concernée.

## Condition de mise en œuvre
La composition pénale n'est possible que si :
- « l'action publique n'a pas [encore] été mise en mouvement »,
- la personne est majeure ou si, étant mineure (au moins 13 ans), elle est acceptée par les représentants légaux du mineur,
- la personne reconnaît les faits,
- la personne encourt au plus 5 ans d'emprisonnement.

La procédure de composition pénale est applicable :
- à l'ensemble des contraventions ;
- aux délits punis d'une peine d'emprisonnement inférieure ou égale à cinq ans, comme :
  - violences ayant entraîné une incapacité de travail,
  - menaces, appels téléphoniques malveillants,
  - abandon de famille, atteinte à l'exercice de l'autorité parentale,
  - vol simple, délit de filouterie, délit de recel,
  - port illégal d'une arme,
  - détournement de gage, d'objet saisi,
  - destructions, dégradations et détériorations,
  - menaces de destruction, fausses alertes,
  - outrages contre une personne chargée d'une mission de service public,
  - sévices contre animaux,
  - usage illicite de stupéfiants ou délit de conduite sous l'empire d'un état alcoolique.

La composition pénale ne s'applique pas aux délits d'homicides involontaires, aux délits de presse ni aux délits politiques[réf. souhaitée].

## Sanctions pouvant être proposées
Le procureur de la République peut enjoindre au prévenu d'accomplir une des obligations visées à l'article 41-2 du Code de procédure pénale. Ces obligations sont semblables aux peines du Code pénal à l'exception de l'emprisonnement.

### Amende de composition pénale
Le procureur de la République peut proposer le versement d'une amende au Trésor public dont le montant maximum ne peut excéder celui de l'amende encourue. Son montant est fixé en fonction de la gravité des faits ainsi que des ressources et des charges de la personne. Le paiement peut être échelonné selon un échéancier fixé par le procureur de la République sur une période maximale d'un an.

### Autres sanctions
Le procureur de la République peut proposer à l'auteur du délit d'effectuer :
- un travail non rémunéré, au profit de la collectivité, pour une durée maximale de soixante heures dans un délai n'excédant pas six mois,
- un stage ou une formation dans un organisme sanitaire, social ou professionnel, pour une durée maximale de trois mois et dans un délai qui ne peut être supérieur à dix-huit mois,
- un stage de citoyenneté,
- le dessaisissement au profit de l'État de la chose ayant servi ou destinée à commettre l'infraction ou qui en est le produit,
- la remise au greffe du tribunal de grande instance du permis de chasser ou du permis de conduire pour une période maximale de 6 mois.

Dans tous les cas, si la victime est identifiée, le procureur de la République doit proposer à l'auteur des faits de réparer les dommages causés par l'infraction dans un délai maximal de six mois. Il informe la victime de cette proposition.

## Proposition de la composition pénale
Le procureur de la République peut proposer, directement ou par l'intermédiaire d'une personne habilitée, une composition pénale à l'auteur d'une infraction tant que l'action publique n'a pas été engagée.
Si elle est portée à la connaissance de l'auteur des faits par l'intermédiaire d'un officier de police judiciaire, elle doit faire l'objet d'une décision écrite et signée par le procureur qui doit préciser la nature et le nombre des mesures proposées.
La composition pénale peut être proposée dans une maison de justice et du droit.
L'auteur des faits et la victime peuvent demander l'aide juridictionnelle.
La personne concernée est informée qu'elle peut se faire assister par un avocat avant de donner son accord à la proposition du procureur. L'accord est consigné dans un procès-verbal dont une copie est transmise à l'intéressé.

## Acceptation ou non de la composition pénale

### En cas d'acceptation
Si la composition pénale est acceptée, le procureur de la République saisit le président du tribunal correctionnel (délits) ou le juge de police (contraventions) pour valider cette composition pénale. L'auteur des faits et, le cas échéant, sa victime sont informés de cette saisie. Le magistrat peut également procéder à l'audition de ces personnes assistées, le cas échéant, de leur avocat.
Si le magistrat rend une ordonnance validant la composition, les mesures décidées sont mises à exécution. Sinon, la proposition devient caduque. Cette décision, notifiée à l'auteur des faits et à la victime, n'est pas susceptible de recours.
L'exécution de la composition pénale éteint l'action publique (pénal) mais ne fait cependant pas échec à des poursuites au civil.

### Refus ou non-exécution de la composition pénale
Si l'auteur des faits n'accepte pas la composition pénale ou si, après avoir donné son accord, il n'exécute pas intégralement les mesures décidées, le procureur de la République apprécie la suite à donner à la procédure.
En cas de condamnation, il est tenu compte, s'il y a lieu, du travail déjà effectué et des sommes éventuellement versées à la victime.

## Conséquences de la procédure
Les actes tendant à la mise en œuvre ou à l'exécution de la composition pénale interrompent le délai de prescription de l'action pénale.
Les compositions pénales exécutées sont inscrites au bulletin n° 1 du casier judiciaire.
Par ailleurs, l'exécution de la composition pénale éteint l'action publique, et rend de ce fait toute poursuite impossible.
Toutefois, la victime conserve son droit à demander des dommages-intérêts devant le tribunal correctionnel. Elle a également la possibilité de demander, au vu de l'ordonnance de validation, le recouvrement, par la procédure d'injonction de payer, des sommes que l'auteur des faits s'est engagé à lui verser.